# Macacha Güemes
Macacha Güemes, född 1787, död 1866, var en argentinsk frihetshjältinna. Hon var syster till frihetshjälten Martín Miguel de Güemes och utmärkte sig, liksom sin syster Francisca Güemes, i Gauchakriget i Saltaprovinsen 1810-24.  
Hennes hus fungerade som samlingsplats för frihetsanhängarnas planläggning, för tillverkande av uniformer. Hon agerade både kurir till rebellernas läger, och spion, då hon rapporterade till dem om myndigheternas rörelser. När hennes bror dödades 1821 fortsatte hon hans kamp som ledande medlem av hans parti. Som sådan fängslades hon, men frigavs efter lokala upplopp till förmån för hennes frisläppande. Hon anslöt sig till Federala partiet och deltog 1824 framgångsrikt i störtandet av guvernören Juan Antonio Alvarez de Arenales.  
Flera torg och gator i Argentina har fått sitt namn efter henne. 